# Louis Taillandier
Louis Marcel Taillandier (Joué-lès-Tours, 1906 – settembre 1963) è stato uno schermidore francese, vincitore di una medaglia d'argento ai campionati mondiali di scherma.